# Issah Ahmed
Issah Gabriel Ahmed (Dawu, 1982. május 24. –) ghánai válogatott labdarúgó, aki jelenleg a Randers FC  játékosa.

## Sikerei, díjai
- Randers FC 
  - Dán kupa: 2006